# Ech'Tik
Ech'Tik es una localidad del municipio de Larráinzar ubicado en la región de Los Altos del estado mexicano de Chiapas.

## Geografía
La localidad de Ech'Tik se sitúa en las coordenadas geográficas 16°54′57″N 92°45′05″O / 16.91583, -92.75139, a una elevación de 1,881 metros sobre el nivel del mar.

## Demografía
Según el Censo de Población y Vivienda 2020, efectuado por el Instituto Nacional de Estadística y Geografía, la localidad de Ech'Tik tiene 58 habitantes, de los cuales 33 son del sexo masculino y 25 del sexo femenino. Su tasa de fecundidad es de 3.86 hijos por mujer y tiene 10 viviendas particulares habitadas.
| Gráfica de evolución demográfica de Ech'Tik entre 2010 y 2020 |
|                                                               |
| INEGI.                                                        |